# Mugga wahrbergi
Mugga wahrbergi är en ringmaskart som beskrevs av Eliason 1955. Mugga wahrbergi ingår i släktet Mugga och familjen Ampharetidae. Arten är reproducerande i Sverige. Inga underarter finns listade i Catalogue of Life.